# Heimkehrerstein
Der Heimkehrerstein (auch Dreimännerstein) ist ein Gedenkstein in Radebeul von drei Veteranen des Deutsch-Französischen Krieges 1870/71. Er befindet sich in den Seewiesen an der Ortseinfahrt nach Alt-Radebeul, von Dresden-Kaditz kommend, an der Kaditzer Straße.

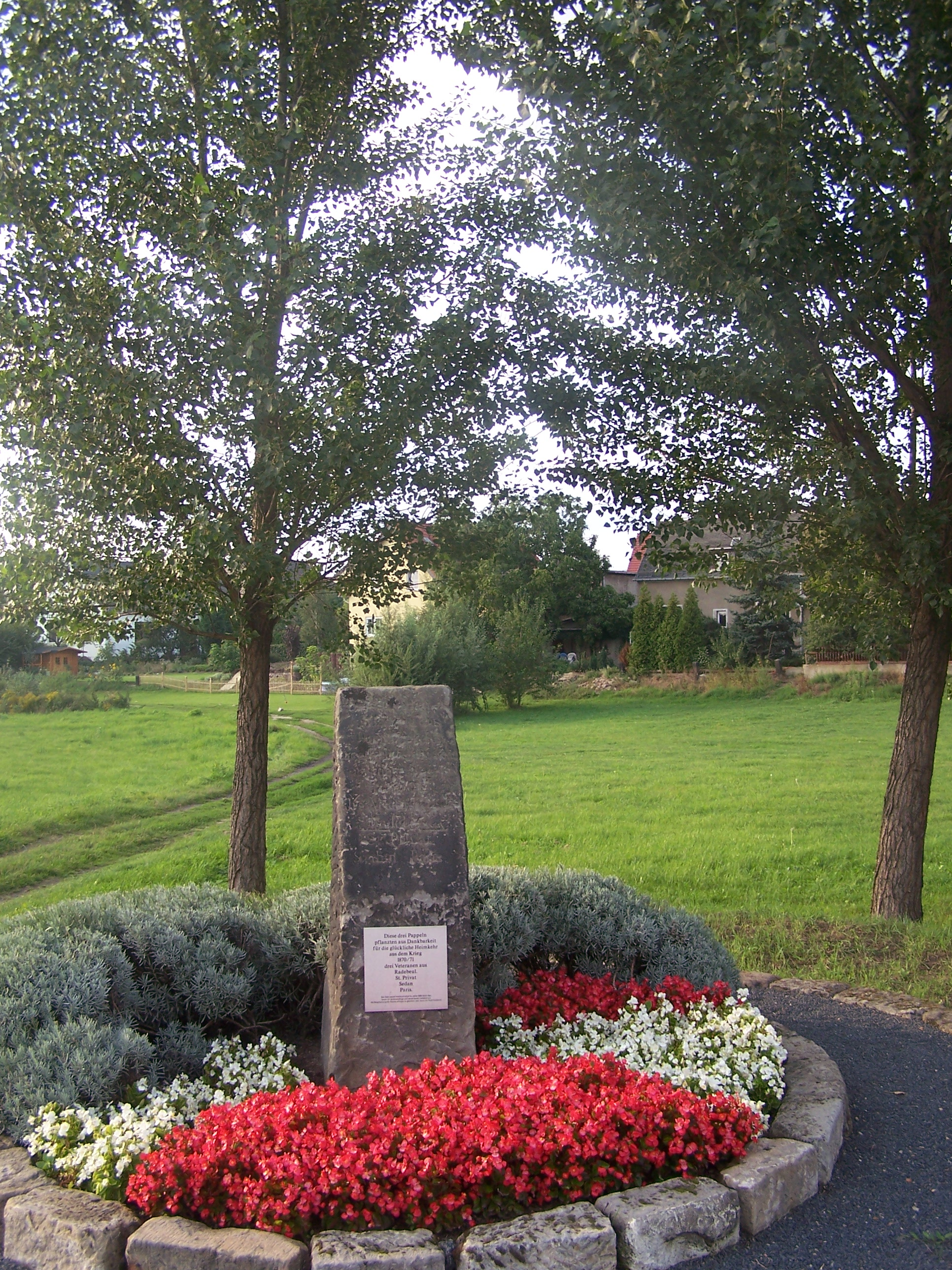
Heimkehrerstein

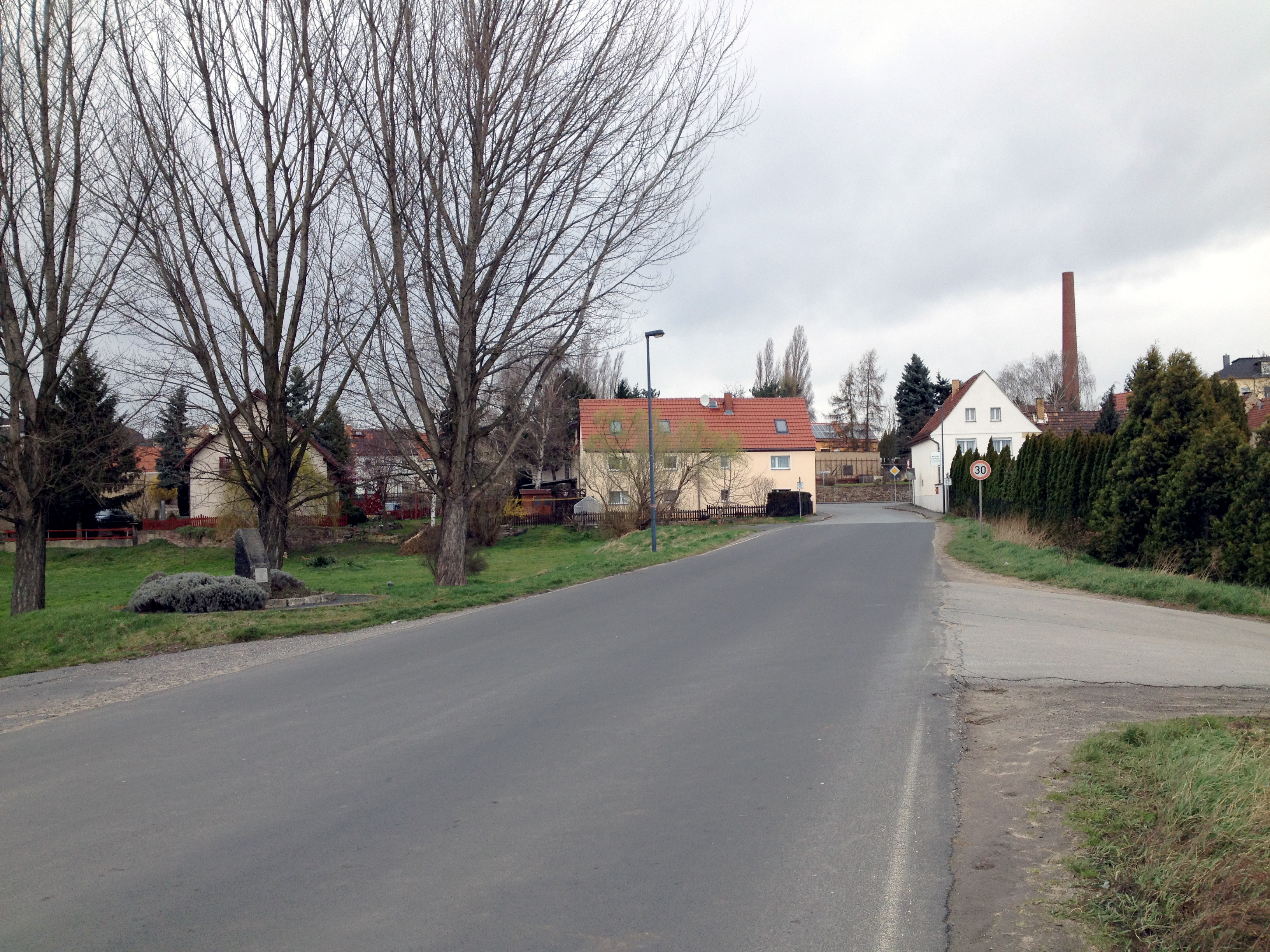
Kaditzer Straße nach Norden, links der Heimkehrerstein

## Geschichte
„Einem im Stadtarchiv aufbewahrten Bericht der „Beilage zum Radebeuler Tageblatt vom 25. August 1910“ ist zu entnehmen, dass drei Radebeuler Bürger, „Gautzsch, Schwenke und Petzold“, im Jahre 1872 aus „Dankbarkeit für die glückliche Heimkehr aus dem Krieg 1870/71“ jeder eine Pappel gepflanzt hatten.“ Insbesondere Petzold dürfte dankbar gewesen sein, da er bereits an der Besetzung des Herzogtums Lauenburg und von Holstein während des Deutsch-Dänischen Kriegs von 1864 teilgenommen hatte sowie am Deutschen Krieg von 1866.
„1910 dann, anlässlich der vierzigsten Wiederkehr des Tages der Schlacht bei Sedan, die den deutschen Sieg begründete, der zur Gründung des Kaiserreiches führte, wurde neben den Pappeln durch den Militärverein der Gedenkstein errichtet.“
Der Stein wurde mehrfach umgefahren und eines Tages war er verschwunden. Er wurde von Privatleuten geborgen und gerettet. Private Spenden ermöglichten es dem Radebeuler verein für denkmalpflege und neues bauen gemeinsam mit dem Denkmalschutzamt von Radebeul im Jahr 2000, eine neue sichere Aufstellung des über Jahre anderweitig gelagerten Denkmals an der Originalstelle zu ermöglichen und das Umfeld zu gestalten.
Dem inzwischen denkmalgeschützten Heimkehrerstein sind die Spuren seiner Jahre anzusehen, die Schrift ist auf Grund der Jahre nahezu unleserlich. Diese Schrift wurde zum Erhalt der Unmittelbarkeit und Originalität des Steins auf eine Plakette kopiert und zusätzlich angebracht. Die originalen drei Pappeln waren in den 1960er Jahren gefällt worden. Nach der Wiederaufstellung des Steins pflanzte das Garten- und Grünflächenamt der Stadt drei neue Pappeln nach.

## Inschrift
Der Stein trägt auf seiner schrägen Oberfläche die verwitterte, kaum noch lesbare Inschrift: